# Reconstrucció de partides
Una reconstrucció de partida és un tipus de problema d'escacs d'anàlisi retrospectiva. El solucionador ha de construir una partida començant des de la posició inicial dels escacs, que acaba amb una posició determinada (demostrant així que aquesta posició és accessible) després d'un nombre determinat de moviments. S'anomena reconstrucció de la partida més curta si no existeix una solució més curta. En aquest cas, la tasca és simplement construir una partida com més curta possible que acabi amb la posició donada.
Quan es publiquen, els jocs de prova més curts normalment presentaran al solucionador un diagrama -que és la posició final que s'ha d'assolir- i un títol com ara "SPG a 9.0". "SPG" aquí és l'abreviatura de "short proof game" i el "9.0" indica quants moviments s'han de jugar per arribar a la posició; 9.0 significa que la posició s'aconsegueix després del novè moviment de les negres, 7,5 significaria que la posició s'aconsegueix després de set moviments i mig (és a dir, després del vuitè moviment de les blanques) i així successivament. De vegades, el títol pot ser més detallat, per exemple "Posició després del setè moviment de les blanques. Com va ser la partida?".
La majoria dels SPG publicats només tindran una solució: no només els moviments de la solució han de ser únics, sinó que el seu ordre també ha de ser únic. Poden representar un repte força fort per al solucionador, sobretot perquè les suposicions que es poden fer a partir d'una ullada a la posició inicial sovint resulten incorrectes. Per exemple, una peça aparentment situada a la seva casella inicial pot resultar en realitat un peó promocionat (això es coneix com el tema de Pronkin). Hi ha algunes reconstruccions que tenen més d'una solució, i el nombre de solucions s'indica a l'estipulació. La majoria dels SPG tenen una solució d'uns sis a una trentena de moviments, tot i que s'han ideat exemples amb solucions úniques de més de cinquanta moviments.
Diversos compositors de problemes d'escacs s'han especialitzat en els SPG, i un dels exemples més notables és Michel Caillaud, que es va fer molt per popularitzar el gènere als anys setanta i vuitanta.
|  |

## Problemes d'exemple
|   | a | b | c | d | e | f | g | h |   |
| 8 | a8 negres torre · b8 negres cavall · c8 negres alfil · d8 negres dama · e8 negres rei · f8 negres alfil · h8 negres torre · a7 negres peó · b7 negres peó · c7 negres peó · f7 negres peó · g7 negres peó · h7 negres peó · a2 blanques peó · b2 blanques peó · c2 blanques peó · d2 blanques peó · e2 blanques peó · f2 blanques peó · g2 blanques peó · h2 blanques peó · a1 blanques torre · b1 blanques cavall · c1 blanques alfil · d1 blanques dama · e1 blanques rei · f1 blanques alfil · h1 blanques torre | a8 negres torre · b8 negres cavall · c8 negres alfil · d8 negres dama · e8 negres rei · f8 negres alfil · h8 negres torre · a7 negres peó · b7 negres peó · c7 negres peó · f7 negres peó · g7 negres peó · h7 negres peó · a2 blanques peó · b2 blanques peó · c2 blanques peó · d2 blanques peó · e2 blanques peó · f2 blanques peó · g2 blanques peó · h2 blanques peó · a1 blanques torre · b1 blanques cavall · c1 blanques alfil · d1 blanques dama · e1 blanques rei · f1 blanques alfil · h1 blanques torre | a8 negres torre · b8 negres cavall · c8 negres alfil · d8 negres dama · e8 negres rei · f8 negres alfil · h8 negres torre · a7 negres peó · b7 negres peó · c7 negres peó · f7 negres peó · g7 negres peó · h7 negres peó · a2 blanques peó · b2 blanques peó · c2 blanques peó · d2 blanques peó · e2 blanques peó · f2 blanques peó · g2 blanques peó · h2 blanques peó · a1 blanques torre · b1 blanques cavall · c1 blanques alfil · d1 blanques dama · e1 blanques rei · f1 blanques alfil · h1 blanques torre | a8 negres torre · b8 negres cavall · c8 negres alfil · d8 negres dama · e8 negres rei · f8 negres alfil · h8 negres torre · a7 negres peó · b7 negres peó · c7 negres peó · f7 negres peó · g7 negres peó · h7 negres peó · a2 blanques peó · b2 blanques peó · c2 blanques peó · d2 blanques peó · e2 blanques peó · f2 blanques peó · g2 blanques peó · h2 blanques peó · a1 blanques torre · b1 blanques cavall · c1 blanques alfil · d1 blanques dama · e1 blanques rei · f1 blanques alfil · h1 blanques torre | a8 negres torre · b8 negres cavall · c8 negres alfil · d8 negres dama · e8 negres rei · f8 negres alfil · h8 negres torre · a7 negres peó · b7 negres peó · c7 negres peó · f7 negres peó · g7 negres peó · h7 negres peó · a2 blanques peó · b2 blanques peó · c2 blanques peó · d2 blanques peó · e2 blanques peó · f2 blanques peó · g2 blanques peó · h2 blanques peó · a1 blanques torre · b1 blanques cavall · c1 blanques alfil · d1 blanques dama · e1 blanques rei · f1 blanques alfil · h1 blanques torre | a8 negres torre · b8 negres cavall · c8 negres alfil · d8 negres dama · e8 negres rei · f8 negres alfil · h8 negres torre · a7 negres peó · b7 negres peó · c7 negres peó · f7 negres peó · g7 negres peó · h7 negres peó · a2 blanques peó · b2 blanques peó · c2 blanques peó · d2 blanques peó · e2 blanques peó · f2 blanques peó · g2 blanques peó · h2 blanques peó · a1 blanques torre · b1 blanques cavall · c1 blanques alfil · d1 blanques dama · e1 blanques rei · f1 blanques alfil · h1 blanques torre | a8 negres torre · b8 negres cavall · c8 negres alfil · d8 negres dama · e8 negres rei · f8 negres alfil · h8 negres torre · a7 negres peó · b7 negres peó · c7 negres peó · f7 negres peó · g7 negres peó · h7 negres peó · a2 blanques peó · b2 blanques peó · c2 blanques peó · d2 blanques peó · e2 blanques peó · f2 blanques peó · g2 blanques peó · h2 blanques peó · a1 blanques torre · b1 blanques cavall · c1 blanques alfil · d1 blanques dama · e1 blanques rei · f1 blanques alfil · h1 blanques torre | a8 negres torre · b8 negres cavall · c8 negres alfil · d8 negres dama · e8 negres rei · f8 negres alfil · h8 negres torre · a7 negres peó · b7 negres peó · c7 negres peó · f7 negres peó · g7 negres peó · h7 negres peó · a2 blanques peó · b2 blanques peó · c2 blanques peó · d2 blanques peó · e2 blanques peó · f2 blanques peó · g2 blanques peó · h2 blanques peó · a1 blanques torre · b1 blanques cavall · c1 blanques alfil · d1 blanques dama · e1 blanques rei · f1 blanques alfil · h1 blanques torre | 8 |
| 7 | a8 negres torre · b8 negres cavall · c8 negres alfil · d8 negres dama · e8 negres rei · f8 negres alfil · h8 negres torre · a7 negres peó · b7 negres peó · c7 negres peó · f7 negres peó · g7 negres peó · h7 negres peó · a2 blanques peó · b2 blanques peó · c2 blanques peó · d2 blanques peó · e2 blanques peó · f2 blanques peó · g2 blanques peó · h2 blanques peó · a1 blanques torre · b1 blanques cavall · c1 blanques alfil · d1 blanques dama · e1 blanques rei · f1 blanques alfil · h1 blanques torre | a8 negres torre · b8 negres cavall · c8 negres alfil · d8 negres dama · e8 negres rei · f8 negres alfil · h8 negres torre · a7 negres peó · b7 negres peó · c7 negres peó · f7 negres peó · g7 negres peó · h7 negres peó · a2 blanques peó · b2 blanques peó · c2 blanques peó · d2 blanques peó · e2 blanques peó · f2 blanques peó · g2 blanques peó · h2 blanques peó · a1 blanques torre · b1 blanques cavall · c1 blanques alfil · d1 blanques dama · e1 blanques rei · f1 blanques alfil · h1 blanques torre | a8 negres torre · b8 negres cavall · c8 negres alfil · d8 negres dama · e8 negres rei · f8 negres alfil · h8 negres torre · a7 negres peó · b7 negres peó · c7 negres peó · f7 negres peó · g7 negres peó · h7 negres peó · a2 blanques peó · b2 blanques peó · c2 blanques peó · d2 blanques peó · e2 blanques peó · f2 blanques peó · g2 blanques peó · h2 blanques peó · a1 blanques torre · b1 blanques cavall · c1 blanques alfil · d1 blanques dama · e1 blanques rei · f1 blanques alfil · h1 blanques torre | a8 negres torre · b8 negres cavall · c8 negres alfil · d8 negres dama · e8 negres rei · f8 negres alfil · h8 negres torre · a7 negres peó · b7 negres peó · c7 negres peó · f7 negres peó · g7 negres peó · h7 negres peó · a2 blanques peó · b2 blanques peó · c2 blanques peó · d2 blanques peó · e2 blanques peó · f2 blanques peó · g2 blanques peó · h2 blanques peó · a1 blanques torre · b1 blanques cavall · c1 blanques alfil · d1 blanques dama · e1 blanques rei · f1 blanques alfil · h1 blanques torre | a8 negres torre · b8 negres cavall · c8 negres alfil · d8 negres dama · e8 negres rei · f8 negres alfil · h8 negres torre · a7 negres peó · b7 negres peó · c7 negres peó · f7 negres peó · g7 negres peó · h7 negres peó · a2 blanques peó · b2 blanques peó · c2 blanques peó · d2 blanques peó · e2 blanques peó · f2 blanques peó · g2 blanques peó · h2 blanques peó · a1 blanques torre · b1 blanques cavall · c1 blanques alfil · d1 blanques dama · e1 blanques rei · f1 blanques alfil · h1 blanques torre | a8 negres torre · b8 negres cavall · c8 negres alfil · d8 negres dama · e8 negres rei · f8 negres alfil · h8 negres torre · a7 negres peó · b7 negres peó · c7 negres peó · f7 negres peó · g7 negres peó · h7 negres peó · a2 blanques peó · b2 blanques peó · c2 blanques peó · d2 blanques peó · e2 blanques peó · f2 blanques peó · g2 blanques peó · h2 blanques peó · a1 blanques torre · b1 blanques cavall · c1 blanques alfil · d1 blanques dama · e1 blanques rei · f1 blanques alfil · h1 blanques torre | a8 negres torre · b8 negres cavall · c8 negres alfil · d8 negres dama · e8 negres rei · f8 negres alfil · h8 negres torre · a7 negres peó · b7 negres peó · c7 negres peó · f7 negres peó · g7 negres peó · h7 negres peó · a2 blanques peó · b2 blanques peó · c2 blanques peó · d2 blanques peó · e2 blanques peó · f2 blanques peó · g2 blanques peó · h2 blanques peó · a1 blanques torre · b1 blanques cavall · c1 blanques alfil · d1 blanques dama · e1 blanques rei · f1 blanques alfil · h1 blanques torre | a8 negres torre · b8 negres cavall · c8 negres alfil · d8 negres dama · e8 negres rei · f8 negres alfil · h8 negres torre · a7 negres peó · b7 negres peó · c7 negres peó · f7 negres peó · g7 negres peó · h7 negres peó · a2 blanques peó · b2 blanques peó · c2 blanques peó · d2 blanques peó · e2 blanques peó · f2 blanques peó · g2 blanques peó · h2 blanques peó · a1 blanques torre · b1 blanques cavall · c1 blanques alfil · d1 blanques dama · e1 blanques rei · f1 blanques alfil · h1 blanques torre | 7 |
| 6 | a8 negres torre · b8 negres cavall · c8 negres alfil · d8 negres dama · e8 negres rei · f8 negres alfil · h8 negres torre · a7 negres peó · b7 negres peó · c7 negres peó · f7 negres peó · g7 negres peó · h7 negres peó · a2 blanques peó · b2 blanques peó · c2 blanques peó · d2 blanques peó · e2 blanques peó · f2 blanques peó · g2 blanques peó · h2 blanques peó · a1 blanques torre · b1 blanques cavall · c1 blanques alfil · d1 blanques dama · e1 blanques rei · f1 blanques alfil · h1 blanques torre | a8 negres torre · b8 negres cavall · c8 negres alfil · d8 negres dama · e8 negres rei · f8 negres alfil · h8 negres torre · a7 negres peó · b7 negres peó · c7 negres peó · f7 negres peó · g7 negres peó · h7 negres peó · a2 blanques peó · b2 blanques peó · c2 blanques peó · d2 blanques peó · e2 blanques peó · f2 blanques peó · g2 blanques peó · h2 blanques peó · a1 blanques torre · b1 blanques cavall · c1 blanques alfil · d1 blanques dama · e1 blanques rei · f1 blanques alfil · h1 blanques torre | a8 negres torre · b8 negres cavall · c8 negres alfil · d8 negres dama · e8 negres rei · f8 negres alfil · h8 negres torre · a7 negres peó · b7 negres peó · c7 negres peó · f7 negres peó · g7 negres peó · h7 negres peó · a2 blanques peó · b2 blanques peó · c2 blanques peó · d2 blanques peó · e2 blanques peó · f2 blanques peó · g2 blanques peó · h2 blanques peó · a1 blanques torre · b1 blanques cavall · c1 blanques alfil · d1 blanques dama · e1 blanques rei · f1 blanques alfil · h1 blanques torre | a8 negres torre · b8 negres cavall · c8 negres alfil · d8 negres dama · e8 negres rei · f8 negres alfil · h8 negres torre · a7 negres peó · b7 negres peó · c7 negres peó · f7 negres peó · g7 negres peó · h7 negres peó · a2 blanques peó · b2 blanques peó · c2 blanques peó · d2 blanques peó · e2 blanques peó · f2 blanques peó · g2 blanques peó · h2 blanques peó · a1 blanques torre · b1 blanques cavall · c1 blanques alfil · d1 blanques dama · e1 blanques rei · f1 blanques alfil · h1 blanques torre | a8 negres torre · b8 negres cavall · c8 negres alfil · d8 negres dama · e8 negres rei · f8 negres alfil · h8 negres torre · a7 negres peó · b7 negres peó · c7 negres peó · f7 negres peó · g7 negres peó · h7 negres peó · a2 blanques peó · b2 blanques peó · c2 blanques peó · d2 blanques peó · e2 blanques peó · f2 blanques peó · g2 blanques peó · h2 blanques peó · a1 blanques torre · b1 blanques cavall · c1 blanques alfil · d1 blanques dama · e1 blanques rei · f1 blanques alfil · h1 blanques torre | a8 negres torre · b8 negres cavall · c8 negres alfil · d8 negres dama · e8 negres rei · f8 negres alfil · h8 negres torre · a7 negres peó · b7 negres peó · c7 negres peó · f7 negres peó · g7 negres peó · h7 negres peó · a2 blanques peó · b2 blanques peó · c2 blanques peó · d2 blanques peó · e2 blanques peó · f2 blanques peó · g2 blanques peó · h2 blanques peó · a1 blanques torre · b1 blanques cavall · c1 blanques alfil · d1 blanques dama · e1 blanques rei · f1 blanques alfil · h1 blanques torre | a8 negres torre · b8 negres cavall · c8 negres alfil · d8 negres dama · e8 negres rei · f8 negres alfil · h8 negres torre · a7 negres peó · b7 negres peó · c7 negres peó · f7 negres peó · g7 negres peó · h7 negres peó · a2 blanques peó · b2 blanques peó · c2 blanques peó · d2 blanques peó · e2 blanques peó · f2 blanques peó · g2 blanques peó · h2 blanques peó · a1 blanques torre · b1 blanques cavall · c1 blanques alfil · d1 blanques dama · e1 blanques rei · f1 blanques alfil · h1 blanques torre | a8 negres torre · b8 negres cavall · c8 negres alfil · d8 negres dama · e8 negres rei · f8 negres alfil · h8 negres torre · a7 negres peó · b7 negres peó · c7 negres peó · f7 negres peó · g7 negres peó · h7 negres peó · a2 blanques peó · b2 blanques peó · c2 blanques peó · d2 blanques peó · e2 blanques peó · f2 blanques peó · g2 blanques peó · h2 blanques peó · a1 blanques torre · b1 blanques cavall · c1 blanques alfil · d1 blanques dama · e1 blanques rei · f1 blanques alfil · h1 blanques torre | 6 |
| 5 | a8 negres torre · b8 negres cavall · c8 negres alfil · d8 negres dama · e8 negres rei · f8 negres alfil · h8 negres torre · a7 negres peó · b7 negres peó · c7 negres peó · f7 negres peó · g7 negres peó · h7 negres peó · a2 blanques peó · b2 blanques peó · c2 blanques peó · d2 blanques peó · e2 blanques peó · f2 blanques peó · g2 blanques peó · h2 blanques peó · a1 blanques torre · b1 blanques cavall · c1 blanques alfil · d1 blanques dama · e1 blanques rei · f1 blanques alfil · h1 blanques torre | a8 negres torre · b8 negres cavall · c8 negres alfil · d8 negres dama · e8 negres rei · f8 negres alfil · h8 negres torre · a7 negres peó · b7 negres peó · c7 negres peó · f7 negres peó · g7 negres peó · h7 negres peó · a2 blanques peó · b2 blanques peó · c2 blanques peó · d2 blanques peó · e2 blanques peó · f2 blanques peó · g2 blanques peó · h2 blanques peó · a1 blanques torre · b1 blanques cavall · c1 blanques alfil · d1 blanques dama · e1 blanques rei · f1 blanques alfil · h1 blanques torre | a8 negres torre · b8 negres cavall · c8 negres alfil · d8 negres dama · e8 negres rei · f8 negres alfil · h8 negres torre · a7 negres peó · b7 negres peó · c7 negres peó · f7 negres peó · g7 negres peó · h7 negres peó · a2 blanques peó · b2 blanques peó · c2 blanques peó · d2 blanques peó · e2 blanques peó · f2 blanques peó · g2 blanques peó · h2 blanques peó · a1 blanques torre · b1 blanques cavall · c1 blanques alfil · d1 blanques dama · e1 blanques rei · f1 blanques alfil · h1 blanques torre | a8 negres torre · b8 negres cavall · c8 negres alfil · d8 negres dama · e8 negres rei · f8 negres alfil · h8 negres torre · a7 negres peó · b7 negres peó · c7 negres peó · f7 negres peó · g7 negres peó · h7 negres peó · a2 blanques peó · b2 blanques peó · c2 blanques peó · d2 blanques peó · e2 blanques peó · f2 blanques peó · g2 blanques peó · h2 blanques peó · a1 blanques torre · b1 blanques cavall · c1 blanques alfil · d1 blanques dama · e1 blanques rei · f1 blanques alfil · h1 blanques torre | a8 negres torre · b8 negres cavall · c8 negres alfil · d8 negres dama · e8 negres rei · f8 negres alfil · h8 negres torre · a7 negres peó · b7 negres peó · c7 negres peó · f7 negres peó · g7 negres peó · h7 negres peó · a2 blanques peó · b2 blanques peó · c2 blanques peó · d2 blanques peó · e2 blanques peó · f2 blanques peó · g2 blanques peó · h2 blanques peó · a1 blanques torre · b1 blanques cavall · c1 blanques alfil · d1 blanques dama · e1 blanques rei · f1 blanques alfil · h1 blanques torre | a8 negres torre · b8 negres cavall · c8 negres alfil · d8 negres dama · e8 negres rei · f8 negres alfil · h8 negres torre · a7 negres peó · b7 negres peó · c7 negres peó · f7 negres peó · g7 negres peó · h7 negres peó · a2 blanques peó · b2 blanques peó · c2 blanques peó · d2 blanques peó · e2 blanques peó · f2 blanques peó · g2 blanques peó · h2 blanques peó · a1 blanques torre · b1 blanques cavall · c1 blanques alfil · d1 blanques dama · e1 blanques rei · f1 blanques alfil · h1 blanques torre | a8 negres torre · b8 negres cavall · c8 negres alfil · d8 negres dama · e8 negres rei · f8 negres alfil · h8 negres torre · a7 negres peó · b7 negres peó · c7 negres peó · f7 negres peó · g7 negres peó · h7 negres peó · a2 blanques peó · b2 blanques peó · c2 blanques peó · d2 blanques peó · e2 blanques peó · f2 blanques peó · g2 blanques peó · h2 blanques peó · a1 blanques torre · b1 blanques cavall · c1 blanques alfil · d1 blanques dama · e1 blanques rei · f1 blanques alfil · h1 blanques torre | a8 negres torre · b8 negres cavall · c8 negres alfil · d8 negres dama · e8 negres rei · f8 negres alfil · h8 negres torre · a7 negres peó · b7 negres peó · c7 negres peó · f7 negres peó · g7 negres peó · h7 negres peó · a2 blanques peó · b2 blanques peó · c2 blanques peó · d2 blanques peó · e2 blanques peó · f2 blanques peó · g2 blanques peó · h2 blanques peó · a1 blanques torre · b1 blanques cavall · c1 blanques alfil · d1 blanques dama · e1 blanques rei · f1 blanques alfil · h1 blanques torre | 5 |
| 4 | a8 negres torre · b8 negres cavall · c8 negres alfil · d8 negres dama · e8 negres rei · f8 negres alfil · h8 negres torre · a7 negres peó · b7 negres peó · c7 negres peó · f7 negres peó · g7 negres peó · h7 negres peó · a2 blanques peó · b2 blanques peó · c2 blanques peó · d2 blanques peó · e2 blanques peó · f2 blanques peó · g2 blanques peó · h2 blanques peó · a1 blanques torre · b1 blanques cavall · c1 blanques alfil · d1 blanques dama · e1 blanques rei · f1 blanques alfil · h1 blanques torre | a8 negres torre · b8 negres cavall · c8 negres alfil · d8 negres dama · e8 negres rei · f8 negres alfil · h8 negres torre · a7 negres peó · b7 negres peó · c7 negres peó · f7 negres peó · g7 negres peó · h7 negres peó · a2 blanques peó · b2 blanques peó · c2 blanques peó · d2 blanques peó · e2 blanques peó · f2 blanques peó · g2 blanques peó · h2 blanques peó · a1 blanques torre · b1 blanques cavall · c1 blanques alfil · d1 blanques dama · e1 blanques rei · f1 blanques alfil · h1 blanques torre | a8 negres torre · b8 negres cavall · c8 negres alfil · d8 negres dama · e8 negres rei · f8 negres alfil · h8 negres torre · a7 negres peó · b7 negres peó · c7 negres peó · f7 negres peó · g7 negres peó · h7 negres peó · a2 blanques peó · b2 blanques peó · c2 blanques peó · d2 blanques peó · e2 blanques peó · f2 blanques peó · g2 blanques peó · h2 blanques peó · a1 blanques torre · b1 blanques cavall · c1 blanques alfil · d1 blanques dama · e1 blanques rei · f1 blanques alfil · h1 blanques torre | a8 negres torre · b8 negres cavall · c8 negres alfil · d8 negres dama · e8 negres rei · f8 negres alfil · h8 negres torre · a7 negres peó · b7 negres peó · c7 negres peó · f7 negres peó · g7 negres peó · h7 negres peó · a2 blanques peó · b2 blanques peó · c2 blanques peó · d2 blanques peó · e2 blanques peó · f2 blanques peó · g2 blanques peó · h2 blanques peó · a1 blanques torre · b1 blanques cavall · c1 blanques alfil · d1 blanques dama · e1 blanques rei · f1 blanques alfil · h1 blanques torre | a8 negres torre · b8 negres cavall · c8 negres alfil · d8 negres dama · e8 negres rei · f8 negres alfil · h8 negres torre · a7 negres peó · b7 negres peó · c7 negres peó · f7 negres peó · g7 negres peó · h7 negres peó · a2 blanques peó · b2 blanques peó · c2 blanques peó · d2 blanques peó · e2 blanques peó · f2 blanques peó · g2 blanques peó · h2 blanques peó · a1 blanques torre · b1 blanques cavall · c1 blanques alfil · d1 blanques dama · e1 blanques rei · f1 blanques alfil · h1 blanques torre | a8 negres torre · b8 negres cavall · c8 negres alfil · d8 negres dama · e8 negres rei · f8 negres alfil · h8 negres torre · a7 negres peó · b7 negres peó · c7 negres peó · f7 negres peó · g7 negres peó · h7 negres peó · a2 blanques peó · b2 blanques peó · c2 blanques peó · d2 blanques peó · e2 blanques peó · f2 blanques peó · g2 blanques peó · h2 blanques peó · a1 blanques torre · b1 blanques cavall · c1 blanques alfil · d1 blanques dama · e1 blanques rei · f1 blanques alfil · h1 blanques torre | a8 negres torre · b8 negres cavall · c8 negres alfil · d8 negres dama · e8 negres rei · f8 negres alfil · h8 negres torre · a7 negres peó · b7 negres peó · c7 negres peó · f7 negres peó · g7 negres peó · h7 negres peó · a2 blanques peó · b2 blanques peó · c2 blanques peó · d2 blanques peó · e2 blanques peó · f2 blanques peó · g2 blanques peó · h2 blanques peó · a1 blanques torre · b1 blanques cavall · c1 blanques alfil · d1 blanques dama · e1 blanques rei · f1 blanques alfil · h1 blanques torre | a8 negres torre · b8 negres cavall · c8 negres alfil · d8 negres dama · e8 negres rei · f8 negres alfil · h8 negres torre · a7 negres peó · b7 negres peó · c7 negres peó · f7 negres peó · g7 negres peó · h7 negres peó · a2 blanques peó · b2 blanques peó · c2 blanques peó · d2 blanques peó · e2 blanques peó · f2 blanques peó · g2 blanques peó · h2 blanques peó · a1 blanques torre · b1 blanques cavall · c1 blanques alfil · d1 blanques dama · e1 blanques rei · f1 blanques alfil · h1 blanques torre | 4 |
| 3 | a8 negres torre · b8 negres cavall · c8 negres alfil · d8 negres dama · e8 negres rei · f8 negres alfil · h8 negres torre · a7 negres peó · b7 negres peó · c7 negres peó · f7 negres peó · g7 negres peó · h7 negres peó · a2 blanques peó · b2 blanques peó · c2 blanques peó · d2 blanques peó · e2 blanques peó · f2 blanques peó · g2 blanques peó · h2 blanques peó · a1 blanques torre · b1 blanques cavall · c1 blanques alfil · d1 blanques dama · e1 blanques rei · f1 blanques alfil · h1 blanques torre | a8 negres torre · b8 negres cavall · c8 negres alfil · d8 negres dama · e8 negres rei · f8 negres alfil · h8 negres torre · a7 negres peó · b7 negres peó · c7 negres peó · f7 negres peó · g7 negres peó · h7 negres peó · a2 blanques peó · b2 blanques peó · c2 blanques peó · d2 blanques peó · e2 blanques peó · f2 blanques peó · g2 blanques peó · h2 blanques peó · a1 blanques torre · b1 blanques cavall · c1 blanques alfil · d1 blanques dama · e1 blanques rei · f1 blanques alfil · h1 blanques torre | a8 negres torre · b8 negres cavall · c8 negres alfil · d8 negres dama · e8 negres rei · f8 negres alfil · h8 negres torre · a7 negres peó · b7 negres peó · c7 negres peó · f7 negres peó · g7 negres peó · h7 negres peó · a2 blanques peó · b2 blanques peó · c2 blanques peó · d2 blanques peó · e2 blanques peó · f2 blanques peó · g2 blanques peó · h2 blanques peó · a1 blanques torre · b1 blanques cavall · c1 blanques alfil · d1 blanques dama · e1 blanques rei · f1 blanques alfil · h1 blanques torre | a8 negres torre · b8 negres cavall · c8 negres alfil · d8 negres dama · e8 negres rei · f8 negres alfil · h8 negres torre · a7 negres peó · b7 negres peó · c7 negres peó · f7 negres peó · g7 negres peó · h7 negres peó · a2 blanques peó · b2 blanques peó · c2 blanques peó · d2 blanques peó · e2 blanques peó · f2 blanques peó · g2 blanques peó · h2 blanques peó · a1 blanques torre · b1 blanques cavall · c1 blanques alfil · d1 blanques dama · e1 blanques rei · f1 blanques alfil · h1 blanques torre | a8 negres torre · b8 negres cavall · c8 negres alfil · d8 negres dama · e8 negres rei · f8 negres alfil · h8 negres torre · a7 negres peó · b7 negres peó · c7 negres peó · f7 negres peó · g7 negres peó · h7 negres peó · a2 blanques peó · b2 blanques peó · c2 blanques peó · d2 blanques peó · e2 blanques peó · f2 blanques peó · g2 blanques peó · h2 blanques peó · a1 blanques torre · b1 blanques cavall · c1 blanques alfil · d1 blanques dama · e1 blanques rei · f1 blanques alfil · h1 blanques torre | a8 negres torre · b8 negres cavall · c8 negres alfil · d8 negres dama · e8 negres rei · f8 negres alfil · h8 negres torre · a7 negres peó · b7 negres peó · c7 negres peó · f7 negres peó · g7 negres peó · h7 negres peó · a2 blanques peó · b2 blanques peó · c2 blanques peó · d2 blanques peó · e2 blanques peó · f2 blanques peó · g2 blanques peó · h2 blanques peó · a1 blanques torre · b1 blanques cavall · c1 blanques alfil · d1 blanques dama · e1 blanques rei · f1 blanques alfil · h1 blanques torre | a8 negres torre · b8 negres cavall · c8 negres alfil · d8 negres dama · e8 negres rei · f8 negres alfil · h8 negres torre · a7 negres peó · b7 negres peó · c7 negres peó · f7 negres peó · g7 negres peó · h7 negres peó · a2 blanques peó · b2 blanques peó · c2 blanques peó · d2 blanques peó · e2 blanques peó · f2 blanques peó · g2 blanques peó · h2 blanques peó · a1 blanques torre · b1 blanques cavall · c1 blanques alfil · d1 blanques dama · e1 blanques rei · f1 blanques alfil · h1 blanques torre | a8 negres torre · b8 negres cavall · c8 negres alfil · d8 negres dama · e8 negres rei · f8 negres alfil · h8 negres torre · a7 negres peó · b7 negres peó · c7 negres peó · f7 negres peó · g7 negres peó · h7 negres peó · a2 blanques peó · b2 blanques peó · c2 blanques peó · d2 blanques peó · e2 blanques peó · f2 blanques peó · g2 blanques peó · h2 blanques peó · a1 blanques torre · b1 blanques cavall · c1 blanques alfil · d1 blanques dama · e1 blanques rei · f1 blanques alfil · h1 blanques torre | 3 |
| 2 | a8 negres torre · b8 negres cavall · c8 negres alfil · d8 negres dama · e8 negres rei · f8 negres alfil · h8 negres torre · a7 negres peó · b7 negres peó · c7 negres peó · f7 negres peó · g7 negres peó · h7 negres peó · a2 blanques peó · b2 blanques peó · c2 blanques peó · d2 blanques peó · e2 blanques peó · f2 blanques peó · g2 blanques peó · h2 blanques peó · a1 blanques torre · b1 blanques cavall · c1 blanques alfil · d1 blanques dama · e1 blanques rei · f1 blanques alfil · h1 blanques torre | a8 negres torre · b8 negres cavall · c8 negres alfil · d8 negres dama · e8 negres rei · f8 negres alfil · h8 negres torre · a7 negres peó · b7 negres peó · c7 negres peó · f7 negres peó · g7 negres peó · h7 negres peó · a2 blanques peó · b2 blanques peó · c2 blanques peó · d2 blanques peó · e2 blanques peó · f2 blanques peó · g2 blanques peó · h2 blanques peó · a1 blanques torre · b1 blanques cavall · c1 blanques alfil · d1 blanques dama · e1 blanques rei · f1 blanques alfil · h1 blanques torre | a8 negres torre · b8 negres cavall · c8 negres alfil · d8 negres dama · e8 negres rei · f8 negres alfil · h8 negres torre · a7 negres peó · b7 negres peó · c7 negres peó · f7 negres peó · g7 negres peó · h7 negres peó · a2 blanques peó · b2 blanques peó · c2 blanques peó · d2 blanques peó · e2 blanques peó · f2 blanques peó · g2 blanques peó · h2 blanques peó · a1 blanques torre · b1 blanques cavall · c1 blanques alfil · d1 blanques dama · e1 blanques rei · f1 blanques alfil · h1 blanques torre | a8 negres torre · b8 negres cavall · c8 negres alfil · d8 negres dama · e8 negres rei · f8 negres alfil · h8 negres torre · a7 negres peó · b7 negres peó · c7 negres peó · f7 negres peó · g7 negres peó · h7 negres peó · a2 blanques peó · b2 blanques peó · c2 blanques peó · d2 blanques peó · e2 blanques peó · f2 blanques peó · g2 blanques peó · h2 blanques peó · a1 blanques torre · b1 blanques cavall · c1 blanques alfil · d1 blanques dama · e1 blanques rei · f1 blanques alfil · h1 blanques torre | a8 negres torre · b8 negres cavall · c8 negres alfil · d8 negres dama · e8 negres rei · f8 negres alfil · h8 negres torre · a7 negres peó · b7 negres peó · c7 negres peó · f7 negres peó · g7 negres peó · h7 negres peó · a2 blanques peó · b2 blanques peó · c2 blanques peó · d2 blanques peó · e2 blanques peó · f2 blanques peó · g2 blanques peó · h2 blanques peó · a1 blanques torre · b1 blanques cavall · c1 blanques alfil · d1 blanques dama · e1 blanques rei · f1 blanques alfil · h1 blanques torre | a8 negres torre · b8 negres cavall · c8 negres alfil · d8 negres dama · e8 negres rei · f8 negres alfil · h8 negres torre · a7 negres peó · b7 negres peó · c7 negres peó · f7 negres peó · g7 negres peó · h7 negres peó · a2 blanques peó · b2 blanques peó · c2 blanques peó · d2 blanques peó · e2 blanques peó · f2 blanques peó · g2 blanques peó · h2 blanques peó · a1 blanques torre · b1 blanques cavall · c1 blanques alfil · d1 blanques dama · e1 blanques rei · f1 blanques alfil · h1 blanques torre | a8 negres torre · b8 negres cavall · c8 negres alfil · d8 negres dama · e8 negres rei · f8 negres alfil · h8 negres torre · a7 negres peó · b7 negres peó · c7 negres peó · f7 negres peó · g7 negres peó · h7 negres peó · a2 blanques peó · b2 blanques peó · c2 blanques peó · d2 blanques peó · e2 blanques peó · f2 blanques peó · g2 blanques peó · h2 blanques peó · a1 blanques torre · b1 blanques cavall · c1 blanques alfil · d1 blanques dama · e1 blanques rei · f1 blanques alfil · h1 blanques torre | a8 negres torre · b8 negres cavall · c8 negres alfil · d8 negres dama · e8 negres rei · f8 negres alfil · h8 negres torre · a7 negres peó · b7 negres peó · c7 negres peó · f7 negres peó · g7 negres peó · h7 negres peó · a2 blanques peó · b2 blanques peó · c2 blanques peó · d2 blanques peó · e2 blanques peó · f2 blanques peó · g2 blanques peó · h2 blanques peó · a1 blanques torre · b1 blanques cavall · c1 blanques alfil · d1 blanques dama · e1 blanques rei · f1 blanques alfil · h1 blanques torre | 2 |
| 1 | a8 negres torre · b8 negres cavall · c8 negres alfil · d8 negres dama · e8 negres rei · f8 negres alfil · h8 negres torre · a7 negres peó · b7 negres peó · c7 negres peó · f7 negres peó · g7 negres peó · h7 negres peó · a2 blanques peó · b2 blanques peó · c2 blanques peó · d2 blanques peó · e2 blanques peó · f2 blanques peó · g2 blanques peó · h2 blanques peó · a1 blanques torre · b1 blanques cavall · c1 blanques alfil · d1 blanques dama · e1 blanques rei · f1 blanques alfil · h1 blanques torre | a8 negres torre · b8 negres cavall · c8 negres alfil · d8 negres dama · e8 negres rei · f8 negres alfil · h8 negres torre · a7 negres peó · b7 negres peó · c7 negres peó · f7 negres peó · g7 negres peó · h7 negres peó · a2 blanques peó · b2 blanques peó · c2 blanques peó · d2 blanques peó · e2 blanques peó · f2 blanques peó · g2 blanques peó · h2 blanques peó · a1 blanques torre · b1 blanques cavall · c1 blanques alfil · d1 blanques dama · e1 blanques rei · f1 blanques alfil · h1 blanques torre | a8 negres torre · b8 negres cavall · c8 negres alfil · d8 negres dama · e8 negres rei · f8 negres alfil · h8 negres torre · a7 negres peó · b7 negres peó · c7 negres peó · f7 negres peó · g7 negres peó · h7 negres peó · a2 blanques peó · b2 blanques peó · c2 blanques peó · d2 blanques peó · e2 blanques peó · f2 blanques peó · g2 blanques peó · h2 blanques peó · a1 blanques torre · b1 blanques cavall · c1 blanques alfil · d1 blanques dama · e1 blanques rei · f1 blanques alfil · h1 blanques torre | a8 negres torre · b8 negres cavall · c8 negres alfil · d8 negres dama · e8 negres rei · f8 negres alfil · h8 negres torre · a7 negres peó · b7 negres peó · c7 negres peó · f7 negres peó · g7 negres peó · h7 negres peó · a2 blanques peó · b2 blanques peó · c2 blanques peó · d2 blanques peó · e2 blanques peó · f2 blanques peó · g2 blanques peó · h2 blanques peó · a1 blanques torre · b1 blanques cavall · c1 blanques alfil · d1 blanques dama · e1 blanques rei · f1 blanques alfil · h1 blanques torre | a8 negres torre · b8 negres cavall · c8 negres alfil · d8 negres dama · e8 negres rei · f8 negres alfil · h8 negres torre · a7 negres peó · b7 negres peó · c7 negres peó · f7 negres peó · g7 negres peó · h7 negres peó · a2 blanques peó · b2 blanques peó · c2 blanques peó · d2 blanques peó · e2 blanques peó · f2 blanques peó · g2 blanques peó · h2 blanques peó · a1 blanques torre · b1 blanques cavall · c1 blanques alfil · d1 blanques dama · e1 blanques rei · f1 blanques alfil · h1 blanques torre | a8 negres torre · b8 negres cavall · c8 negres alfil · d8 negres dama · e8 negres rei · f8 negres alfil · h8 negres torre · a7 negres peó · b7 negres peó · c7 negres peó · f7 negres peó · g7 negres peó · h7 negres peó · a2 blanques peó · b2 blanques peó · c2 blanques peó · d2 blanques peó · e2 blanques peó · f2 blanques peó · g2 blanques peó · h2 blanques peó · a1 blanques torre · b1 blanques cavall · c1 blanques alfil · d1 blanques dama · e1 blanques rei · f1 blanques alfil · h1 blanques torre | a8 negres torre · b8 negres cavall · c8 negres alfil · d8 negres dama · e8 negres rei · f8 negres alfil · h8 negres torre · a7 negres peó · b7 negres peó · c7 negres peó · f7 negres peó · g7 negres peó · h7 negres peó · a2 blanques peó · b2 blanques peó · c2 blanques peó · d2 blanques peó · e2 blanques peó · f2 blanques peó · g2 blanques peó · h2 blanques peó · a1 blanques torre · b1 blanques cavall · c1 blanques alfil · d1 blanques dama · e1 blanques rei · f1 blanques alfil · h1 blanques torre | a8 negres torre · b8 negres cavall · c8 negres alfil · d8 negres dama · e8 negres rei · f8 negres alfil · h8 negres torre · a7 negres peó · b7 negres peó · c7 negres peó · f7 negres peó · g7 negres peó · h7 negres peó · a2 blanques peó · b2 blanques peó · c2 blanques peó · d2 blanques peó · e2 blanques peó · f2 blanques peó · g2 blanques peó · h2 blanques peó · a1 blanques torre · b1 blanques cavall · c1 blanques alfil · d1 blanques dama · e1 blanques rei · f1 blanques alfil · h1 blanques torre | 1 |
|   | a | b | c | d | e | f | g | h |   |

|   | a | b | c | d | e | f | g | h |   |
| 8 | a8 negres torre · c8 negres alfil · d8 negres dama · e8 negres rei · f8 negres alfil · g8 negres cavall · a7 negres peó · b7 negres peó · d7 negres peó · e7 negres peó · f7 negres peó · g7 negres peó · h5 negres peó · a2 blanques peó · e2 blanques peó · f2 blanques peó · g2 blanques peó · h2 blanques peó · a1 blanques torre · b1 blanques cavall · c1 blanques alfil · d1 blanques dama · e1 blanques rei · f1 blanques alfil · g1 blanques cavall · h1 blanques torre | a8 negres torre · c8 negres alfil · d8 negres dama · e8 negres rei · f8 negres alfil · g8 negres cavall · a7 negres peó · b7 negres peó · d7 negres peó · e7 negres peó · f7 negres peó · g7 negres peó · h5 negres peó · a2 blanques peó · e2 blanques peó · f2 blanques peó · g2 blanques peó · h2 blanques peó · a1 blanques torre · b1 blanques cavall · c1 blanques alfil · d1 blanques dama · e1 blanques rei · f1 blanques alfil · g1 blanques cavall · h1 blanques torre | a8 negres torre · c8 negres alfil · d8 negres dama · e8 negres rei · f8 negres alfil · g8 negres cavall · a7 negres peó · b7 negres peó · d7 negres peó · e7 negres peó · f7 negres peó · g7 negres peó · h5 negres peó · a2 blanques peó · e2 blanques peó · f2 blanques peó · g2 blanques peó · h2 blanques peó · a1 blanques torre · b1 blanques cavall · c1 blanques alfil · d1 blanques dama · e1 blanques rei · f1 blanques alfil · g1 blanques cavall · h1 blanques torre | a8 negres torre · c8 negres alfil · d8 negres dama · e8 negres rei · f8 negres alfil · g8 negres cavall · a7 negres peó · b7 negres peó · d7 negres peó · e7 negres peó · f7 negres peó · g7 negres peó · h5 negres peó · a2 blanques peó · e2 blanques peó · f2 blanques peó · g2 blanques peó · h2 blanques peó · a1 blanques torre · b1 blanques cavall · c1 blanques alfil · d1 blanques dama · e1 blanques rei · f1 blanques alfil · g1 blanques cavall · h1 blanques torre | a8 negres torre · c8 negres alfil · d8 negres dama · e8 negres rei · f8 negres alfil · g8 negres cavall · a7 negres peó · b7 negres peó · d7 negres peó · e7 negres peó · f7 negres peó · g7 negres peó · h5 negres peó · a2 blanques peó · e2 blanques peó · f2 blanques peó · g2 blanques peó · h2 blanques peó · a1 blanques torre · b1 blanques cavall · c1 blanques alfil · d1 blanques dama · e1 blanques rei · f1 blanques alfil · g1 blanques cavall · h1 blanques torre | a8 negres torre · c8 negres alfil · d8 negres dama · e8 negres rei · f8 negres alfil · g8 negres cavall · a7 negres peó · b7 negres peó · d7 negres peó · e7 negres peó · f7 negres peó · g7 negres peó · h5 negres peó · a2 blanques peó · e2 blanques peó · f2 blanques peó · g2 blanques peó · h2 blanques peó · a1 blanques torre · b1 blanques cavall · c1 blanques alfil · d1 blanques dama · e1 blanques rei · f1 blanques alfil · g1 blanques cavall · h1 blanques torre | a8 negres torre · c8 negres alfil · d8 negres dama · e8 negres rei · f8 negres alfil · g8 negres cavall · a7 negres peó · b7 negres peó · d7 negres peó · e7 negres peó · f7 negres peó · g7 negres peó · h5 negres peó · a2 blanques peó · e2 blanques peó · f2 blanques peó · g2 blanques peó · h2 blanques peó · a1 blanques torre · b1 blanques cavall · c1 blanques alfil · d1 blanques dama · e1 blanques rei · f1 blanques alfil · g1 blanques cavall · h1 blanques torre | a8 negres torre · c8 negres alfil · d8 negres dama · e8 negres rei · f8 negres alfil · g8 negres cavall · a7 negres peó · b7 negres peó · d7 negres peó · e7 negres peó · f7 negres peó · g7 negres peó · h5 negres peó · a2 blanques peó · e2 blanques peó · f2 blanques peó · g2 blanques peó · h2 blanques peó · a1 blanques torre · b1 blanques cavall · c1 blanques alfil · d1 blanques dama · e1 blanques rei · f1 blanques alfil · g1 blanques cavall · h1 blanques torre | 8 |
| 7 | a8 negres torre · c8 negres alfil · d8 negres dama · e8 negres rei · f8 negres alfil · g8 negres cavall · a7 negres peó · b7 negres peó · d7 negres peó · e7 negres peó · f7 negres peó · g7 negres peó · h5 negres peó · a2 blanques peó · e2 blanques peó · f2 blanques peó · g2 blanques peó · h2 blanques peó · a1 blanques torre · b1 blanques cavall · c1 blanques alfil · d1 blanques dama · e1 blanques rei · f1 blanques alfil · g1 blanques cavall · h1 blanques torre | a8 negres torre · c8 negres alfil · d8 negres dama · e8 negres rei · f8 negres alfil · g8 negres cavall · a7 negres peó · b7 negres peó · d7 negres peó · e7 negres peó · f7 negres peó · g7 negres peó · h5 negres peó · a2 blanques peó · e2 blanques peó · f2 blanques peó · g2 blanques peó · h2 blanques peó · a1 blanques torre · b1 blanques cavall · c1 blanques alfil · d1 blanques dama · e1 blanques rei · f1 blanques alfil · g1 blanques cavall · h1 blanques torre | a8 negres torre · c8 negres alfil · d8 negres dama · e8 negres rei · f8 negres alfil · g8 negres cavall · a7 negres peó · b7 negres peó · d7 negres peó · e7 negres peó · f7 negres peó · g7 negres peó · h5 negres peó · a2 blanques peó · e2 blanques peó · f2 blanques peó · g2 blanques peó · h2 blanques peó · a1 blanques torre · b1 blanques cavall · c1 blanques alfil · d1 blanques dama · e1 blanques rei · f1 blanques alfil · g1 blanques cavall · h1 blanques torre | a8 negres torre · c8 negres alfil · d8 negres dama · e8 negres rei · f8 negres alfil · g8 negres cavall · a7 negres peó · b7 negres peó · d7 negres peó · e7 negres peó · f7 negres peó · g7 negres peó · h5 negres peó · a2 blanques peó · e2 blanques peó · f2 blanques peó · g2 blanques peó · h2 blanques peó · a1 blanques torre · b1 blanques cavall · c1 blanques alfil · d1 blanques dama · e1 blanques rei · f1 blanques alfil · g1 blanques cavall · h1 blanques torre | a8 negres torre · c8 negres alfil · d8 negres dama · e8 negres rei · f8 negres alfil · g8 negres cavall · a7 negres peó · b7 negres peó · d7 negres peó · e7 negres peó · f7 negres peó · g7 negres peó · h5 negres peó · a2 blanques peó · e2 blanques peó · f2 blanques peó · g2 blanques peó · h2 blanques peó · a1 blanques torre · b1 blanques cavall · c1 blanques alfil · d1 blanques dama · e1 blanques rei · f1 blanques alfil · g1 blanques cavall · h1 blanques torre | a8 negres torre · c8 negres alfil · d8 negres dama · e8 negres rei · f8 negres alfil · g8 negres cavall · a7 negres peó · b7 negres peó · d7 negres peó · e7 negres peó · f7 negres peó · g7 negres peó · h5 negres peó · a2 blanques peó · e2 blanques peó · f2 blanques peó · g2 blanques peó · h2 blanques peó · a1 blanques torre · b1 blanques cavall · c1 blanques alfil · d1 blanques dama · e1 blanques rei · f1 blanques alfil · g1 blanques cavall · h1 blanques torre | a8 negres torre · c8 negres alfil · d8 negres dama · e8 negres rei · f8 negres alfil · g8 negres cavall · a7 negres peó · b7 negres peó · d7 negres peó · e7 negres peó · f7 negres peó · g7 negres peó · h5 negres peó · a2 blanques peó · e2 blanques peó · f2 blanques peó · g2 blanques peó · h2 blanques peó · a1 blanques torre · b1 blanques cavall · c1 blanques alfil · d1 blanques dama · e1 blanques rei · f1 blanques alfil · g1 blanques cavall · h1 blanques torre | a8 negres torre · c8 negres alfil · d8 negres dama · e8 negres rei · f8 negres alfil · g8 negres cavall · a7 negres peó · b7 negres peó · d7 negres peó · e7 negres peó · f7 negres peó · g7 negres peó · h5 negres peó · a2 blanques peó · e2 blanques peó · f2 blanques peó · g2 blanques peó · h2 blanques peó · a1 blanques torre · b1 blanques cavall · c1 blanques alfil · d1 blanques dama · e1 blanques rei · f1 blanques alfil · g1 blanques cavall · h1 blanques torre | 7 |
| 6 | a8 negres torre · c8 negres alfil · d8 negres dama · e8 negres rei · f8 negres alfil · g8 negres cavall · a7 negres peó · b7 negres peó · d7 negres peó · e7 negres peó · f7 negres peó · g7 negres peó · h5 negres peó · a2 blanques peó · e2 blanques peó · f2 blanques peó · g2 blanques peó · h2 blanques peó · a1 blanques torre · b1 blanques cavall · c1 blanques alfil · d1 blanques dama · e1 blanques rei · f1 blanques alfil · g1 blanques cavall · h1 blanques torre | a8 negres torre · c8 negres alfil · d8 negres dama · e8 negres rei · f8 negres alfil · g8 negres cavall · a7 negres peó · b7 negres peó · d7 negres peó · e7 negres peó · f7 negres peó · g7 negres peó · h5 negres peó · a2 blanques peó · e2 blanques peó · f2 blanques peó · g2 blanques peó · h2 blanques peó · a1 blanques torre · b1 blanques cavall · c1 blanques alfil · d1 blanques dama · e1 blanques rei · f1 blanques alfil · g1 blanques cavall · h1 blanques torre | a8 negres torre · c8 negres alfil · d8 negres dama · e8 negres rei · f8 negres alfil · g8 negres cavall · a7 negres peó · b7 negres peó · d7 negres peó · e7 negres peó · f7 negres peó · g7 negres peó · h5 negres peó · a2 blanques peó · e2 blanques peó · f2 blanques peó · g2 blanques peó · h2 blanques peó · a1 blanques torre · b1 blanques cavall · c1 blanques alfil · d1 blanques dama · e1 blanques rei · f1 blanques alfil · g1 blanques cavall · h1 blanques torre | a8 negres torre · c8 negres alfil · d8 negres dama · e8 negres rei · f8 negres alfil · g8 negres cavall · a7 negres peó · b7 negres peó · d7 negres peó · e7 negres peó · f7 negres peó · g7 negres peó · h5 negres peó · a2 blanques peó · e2 blanques peó · f2 blanques peó · g2 blanques peó · h2 blanques peó · a1 blanques torre · b1 blanques cavall · c1 blanques alfil · d1 blanques dama · e1 blanques rei · f1 blanques alfil · g1 blanques cavall · h1 blanques torre | a8 negres torre · c8 negres alfil · d8 negres dama · e8 negres rei · f8 negres alfil · g8 negres cavall · a7 negres peó · b7 negres peó · d7 negres peó · e7 negres peó · f7 negres peó · g7 negres peó · h5 negres peó · a2 blanques peó · e2 blanques peó · f2 blanques peó · g2 blanques peó · h2 blanques peó · a1 blanques torre · b1 blanques cavall · c1 blanques alfil · d1 blanques dama · e1 blanques rei · f1 blanques alfil · g1 blanques cavall · h1 blanques torre | a8 negres torre · c8 negres alfil · d8 negres dama · e8 negres rei · f8 negres alfil · g8 negres cavall · a7 negres peó · b7 negres peó · d7 negres peó · e7 negres peó · f7 negres peó · g7 negres peó · h5 negres peó · a2 blanques peó · e2 blanques peó · f2 blanques peó · g2 blanques peó · h2 blanques peó · a1 blanques torre · b1 blanques cavall · c1 blanques alfil · d1 blanques dama · e1 blanques rei · f1 blanques alfil · g1 blanques cavall · h1 blanques torre | a8 negres torre · c8 negres alfil · d8 negres dama · e8 negres rei · f8 negres alfil · g8 negres cavall · a7 negres peó · b7 negres peó · d7 negres peó · e7 negres peó · f7 negres peó · g7 negres peó · h5 negres peó · a2 blanques peó · e2 blanques peó · f2 blanques peó · g2 blanques peó · h2 blanques peó · a1 blanques torre · b1 blanques cavall · c1 blanques alfil · d1 blanques dama · e1 blanques rei · f1 blanques alfil · g1 blanques cavall · h1 blanques torre | a8 negres torre · c8 negres alfil · d8 negres dama · e8 negres rei · f8 negres alfil · g8 negres cavall · a7 negres peó · b7 negres peó · d7 negres peó · e7 negres peó · f7 negres peó · g7 negres peó · h5 negres peó · a2 blanques peó · e2 blanques peó · f2 blanques peó · g2 blanques peó · h2 blanques peó · a1 blanques torre · b1 blanques cavall · c1 blanques alfil · d1 blanques dama · e1 blanques rei · f1 blanques alfil · g1 blanques cavall · h1 blanques torre | 6 |
| 5 | a8 negres torre · c8 negres alfil · d8 negres dama · e8 negres rei · f8 negres alfil · g8 negres cavall · a7 negres peó · b7 negres peó · d7 negres peó · e7 negres peó · f7 negres peó · g7 negres peó · h5 negres peó · a2 blanques peó · e2 blanques peó · f2 blanques peó · g2 blanques peó · h2 blanques peó · a1 blanques torre · b1 blanques cavall · c1 blanques alfil · d1 blanques dama · e1 blanques rei · f1 blanques alfil · g1 blanques cavall · h1 blanques torre | a8 negres torre · c8 negres alfil · d8 negres dama · e8 negres rei · f8 negres alfil · g8 negres cavall · a7 negres peó · b7 negres peó · d7 negres peó · e7 negres peó · f7 negres peó · g7 negres peó · h5 negres peó · a2 blanques peó · e2 blanques peó · f2 blanques peó · g2 blanques peó · h2 blanques peó · a1 blanques torre · b1 blanques cavall · c1 blanques alfil · d1 blanques dama · e1 blanques rei · f1 blanques alfil · g1 blanques cavall · h1 blanques torre | a8 negres torre · c8 negres alfil · d8 negres dama · e8 negres rei · f8 negres alfil · g8 negres cavall · a7 negres peó · b7 negres peó · d7 negres peó · e7 negres peó · f7 negres peó · g7 negres peó · h5 negres peó · a2 blanques peó · e2 blanques peó · f2 blanques peó · g2 blanques peó · h2 blanques peó · a1 blanques torre · b1 blanques cavall · c1 blanques alfil · d1 blanques dama · e1 blanques rei · f1 blanques alfil · g1 blanques cavall · h1 blanques torre | a8 negres torre · c8 negres alfil · d8 negres dama · e8 negres rei · f8 negres alfil · g8 negres cavall · a7 negres peó · b7 negres peó · d7 negres peó · e7 negres peó · f7 negres peó · g7 negres peó · h5 negres peó · a2 blanques peó · e2 blanques peó · f2 blanques peó · g2 blanques peó · h2 blanques peó · a1 blanques torre · b1 blanques cavall · c1 blanques alfil · d1 blanques dama · e1 blanques rei · f1 blanques alfil · g1 blanques cavall · h1 blanques torre | a8 negres torre · c8 negres alfil · d8 negres dama · e8 negres rei · f8 negres alfil · g8 negres cavall · a7 negres peó · b7 negres peó · d7 negres peó · e7 negres peó · f7 negres peó · g7 negres peó · h5 negres peó · a2 blanques peó · e2 blanques peó · f2 blanques peó · g2 blanques peó · h2 blanques peó · a1 blanques torre · b1 blanques cavall · c1 blanques alfil · d1 blanques dama · e1 blanques rei · f1 blanques alfil · g1 blanques cavall · h1 blanques torre | a8 negres torre · c8 negres alfil · d8 negres dama · e8 negres rei · f8 negres alfil · g8 negres cavall · a7 negres peó · b7 negres peó · d7 negres peó · e7 negres peó · f7 negres peó · g7 negres peó · h5 negres peó · a2 blanques peó · e2 blanques peó · f2 blanques peó · g2 blanques peó · h2 blanques peó · a1 blanques torre · b1 blanques cavall · c1 blanques alfil · d1 blanques dama · e1 blanques rei · f1 blanques alfil · g1 blanques cavall · h1 blanques torre | a8 negres torre · c8 negres alfil · d8 negres dama · e8 negres rei · f8 negres alfil · g8 negres cavall · a7 negres peó · b7 negres peó · d7 negres peó · e7 negres peó · f7 negres peó · g7 negres peó · h5 negres peó · a2 blanques peó · e2 blanques peó · f2 blanques peó · g2 blanques peó · h2 blanques peó · a1 blanques torre · b1 blanques cavall · c1 blanques alfil · d1 blanques dama · e1 blanques rei · f1 blanques alfil · g1 blanques cavall · h1 blanques torre | a8 negres torre · c8 negres alfil · d8 negres dama · e8 negres rei · f8 negres alfil · g8 negres cavall · a7 negres peó · b7 negres peó · d7 negres peó · e7 negres peó · f7 negres peó · g7 negres peó · h5 negres peó · a2 blanques peó · e2 blanques peó · f2 blanques peó · g2 blanques peó · h2 blanques peó · a1 blanques torre · b1 blanques cavall · c1 blanques alfil · d1 blanques dama · e1 blanques rei · f1 blanques alfil · g1 blanques cavall · h1 blanques torre | 5 |
| 4 | a8 negres torre · c8 negres alfil · d8 negres dama · e8 negres rei · f8 negres alfil · g8 negres cavall · a7 negres peó · b7 negres peó · d7 negres peó · e7 negres peó · f7 negres peó · g7 negres peó · h5 negres peó · a2 blanques peó · e2 blanques peó · f2 blanques peó · g2 blanques peó · h2 blanques peó · a1 blanques torre · b1 blanques cavall · c1 blanques alfil · d1 blanques dama · e1 blanques rei · f1 blanques alfil · g1 blanques cavall · h1 blanques torre | a8 negres torre · c8 negres alfil · d8 negres dama · e8 negres rei · f8 negres alfil · g8 negres cavall · a7 negres peó · b7 negres peó · d7 negres peó · e7 negres peó · f7 negres peó · g7 negres peó · h5 negres peó · a2 blanques peó · e2 blanques peó · f2 blanques peó · g2 blanques peó · h2 blanques peó · a1 blanques torre · b1 blanques cavall · c1 blanques alfil · d1 blanques dama · e1 blanques rei · f1 blanques alfil · g1 blanques cavall · h1 blanques torre | a8 negres torre · c8 negres alfil · d8 negres dama · e8 negres rei · f8 negres alfil · g8 negres cavall · a7 negres peó · b7 negres peó · d7 negres peó · e7 negres peó · f7 negres peó · g7 negres peó · h5 negres peó · a2 blanques peó · e2 blanques peó · f2 blanques peó · g2 blanques peó · h2 blanques peó · a1 blanques torre · b1 blanques cavall · c1 blanques alfil · d1 blanques dama · e1 blanques rei · f1 blanques alfil · g1 blanques cavall · h1 blanques torre | a8 negres torre · c8 negres alfil · d8 negres dama · e8 negres rei · f8 negres alfil · g8 negres cavall · a7 negres peó · b7 negres peó · d7 negres peó · e7 negres peó · f7 negres peó · g7 negres peó · h5 negres peó · a2 blanques peó · e2 blanques peó · f2 blanques peó · g2 blanques peó · h2 blanques peó · a1 blanques torre · b1 blanques cavall · c1 blanques alfil · d1 blanques dama · e1 blanques rei · f1 blanques alfil · g1 blanques cavall · h1 blanques torre | a8 negres torre · c8 negres alfil · d8 negres dama · e8 negres rei · f8 negres alfil · g8 negres cavall · a7 negres peó · b7 negres peó · d7 negres peó · e7 negres peó · f7 negres peó · g7 negres peó · h5 negres peó · a2 blanques peó · e2 blanques peó · f2 blanques peó · g2 blanques peó · h2 blanques peó · a1 blanques torre · b1 blanques cavall · c1 blanques alfil · d1 blanques dama · e1 blanques rei · f1 blanques alfil · g1 blanques cavall · h1 blanques torre | a8 negres torre · c8 negres alfil · d8 negres dama · e8 negres rei · f8 negres alfil · g8 negres cavall · a7 negres peó · b7 negres peó · d7 negres peó · e7 negres peó · f7 negres peó · g7 negres peó · h5 negres peó · a2 blanques peó · e2 blanques peó · f2 blanques peó · g2 blanques peó · h2 blanques peó · a1 blanques torre · b1 blanques cavall · c1 blanques alfil · d1 blanques dama · e1 blanques rei · f1 blanques alfil · g1 blanques cavall · h1 blanques torre | a8 negres torre · c8 negres alfil · d8 negres dama · e8 negres rei · f8 negres alfil · g8 negres cavall · a7 negres peó · b7 negres peó · d7 negres peó · e7 negres peó · f7 negres peó · g7 negres peó · h5 negres peó · a2 blanques peó · e2 blanques peó · f2 blanques peó · g2 blanques peó · h2 blanques peó · a1 blanques torre · b1 blanques cavall · c1 blanques alfil · d1 blanques dama · e1 blanques rei · f1 blanques alfil · g1 blanques cavall · h1 blanques torre | a8 negres torre · c8 negres alfil · d8 negres dama · e8 negres rei · f8 negres alfil · g8 negres cavall · a7 negres peó · b7 negres peó · d7 negres peó · e7 negres peó · f7 negres peó · g7 negres peó · h5 negres peó · a2 blanques peó · e2 blanques peó · f2 blanques peó · g2 blanques peó · h2 blanques peó · a1 blanques torre · b1 blanques cavall · c1 blanques alfil · d1 blanques dama · e1 blanques rei · f1 blanques alfil · g1 blanques cavall · h1 blanques torre | 4 |
| 3 | a8 negres torre · c8 negres alfil · d8 negres dama · e8 negres rei · f8 negres alfil · g8 negres cavall · a7 negres peó · b7 negres peó · d7 negres peó · e7 negres peó · f7 negres peó · g7 negres peó · h5 negres peó · a2 blanques peó · e2 blanques peó · f2 blanques peó · g2 blanques peó · h2 blanques peó · a1 blanques torre · b1 blanques cavall · c1 blanques alfil · d1 blanques dama · e1 blanques rei · f1 blanques alfil · g1 blanques cavall · h1 blanques torre | a8 negres torre · c8 negres alfil · d8 negres dama · e8 negres rei · f8 negres alfil · g8 negres cavall · a7 negres peó · b7 negres peó · d7 negres peó · e7 negres peó · f7 negres peó · g7 negres peó · h5 negres peó · a2 blanques peó · e2 blanques peó · f2 blanques peó · g2 blanques peó · h2 blanques peó · a1 blanques torre · b1 blanques cavall · c1 blanques alfil · d1 blanques dama · e1 blanques rei · f1 blanques alfil · g1 blanques cavall · h1 blanques torre | a8 negres torre · c8 negres alfil · d8 negres dama · e8 negres rei · f8 negres alfil · g8 negres cavall · a7 negres peó · b7 negres peó · d7 negres peó · e7 negres peó · f7 negres peó · g7 negres peó · h5 negres peó · a2 blanques peó · e2 blanques peó · f2 blanques peó · g2 blanques peó · h2 blanques peó · a1 blanques torre · b1 blanques cavall · c1 blanques alfil · d1 blanques dama · e1 blanques rei · f1 blanques alfil · g1 blanques cavall · h1 blanques torre | a8 negres torre · c8 negres alfil · d8 negres dama · e8 negres rei · f8 negres alfil · g8 negres cavall · a7 negres peó · b7 negres peó · d7 negres peó · e7 negres peó · f7 negres peó · g7 negres peó · h5 negres peó · a2 blanques peó · e2 blanques peó · f2 blanques peó · g2 blanques peó · h2 blanques peó · a1 blanques torre · b1 blanques cavall · c1 blanques alfil · d1 blanques dama · e1 blanques rei · f1 blanques alfil · g1 blanques cavall · h1 blanques torre | a8 negres torre · c8 negres alfil · d8 negres dama · e8 negres rei · f8 negres alfil · g8 negres cavall · a7 negres peó · b7 negres peó · d7 negres peó · e7 negres peó · f7 negres peó · g7 negres peó · h5 negres peó · a2 blanques peó · e2 blanques peó · f2 blanques peó · g2 blanques peó · h2 blanques peó · a1 blanques torre · b1 blanques cavall · c1 blanques alfil · d1 blanques dama · e1 blanques rei · f1 blanques alfil · g1 blanques cavall · h1 blanques torre | a8 negres torre · c8 negres alfil · d8 negres dama · e8 negres rei · f8 negres alfil · g8 negres cavall · a7 negres peó · b7 negres peó · d7 negres peó · e7 negres peó · f7 negres peó · g7 negres peó · h5 negres peó · a2 blanques peó · e2 blanques peó · f2 blanques peó · g2 blanques peó · h2 blanques peó · a1 blanques torre · b1 blanques cavall · c1 blanques alfil · d1 blanques dama · e1 blanques rei · f1 blanques alfil · g1 blanques cavall · h1 blanques torre | a8 negres torre · c8 negres alfil · d8 negres dama · e8 negres rei · f8 negres alfil · g8 negres cavall · a7 negres peó · b7 negres peó · d7 negres peó · e7 negres peó · f7 negres peó · g7 negres peó · h5 negres peó · a2 blanques peó · e2 blanques peó · f2 blanques peó · g2 blanques peó · h2 blanques peó · a1 blanques torre · b1 blanques cavall · c1 blanques alfil · d1 blanques dama · e1 blanques rei · f1 blanques alfil · g1 blanques cavall · h1 blanques torre | a8 negres torre · c8 negres alfil · d8 negres dama · e8 negres rei · f8 negres alfil · g8 negres cavall · a7 negres peó · b7 negres peó · d7 negres peó · e7 negres peó · f7 negres peó · g7 negres peó · h5 negres peó · a2 blanques peó · e2 blanques peó · f2 blanques peó · g2 blanques peó · h2 blanques peó · a1 blanques torre · b1 blanques cavall · c1 blanques alfil · d1 blanques dama · e1 blanques rei · f1 blanques alfil · g1 blanques cavall · h1 blanques torre | 3 |
| 2 | a8 negres torre · c8 negres alfil · d8 negres dama · e8 negres rei · f8 negres alfil · g8 negres cavall · a7 negres peó · b7 negres peó · d7 negres peó · e7 negres peó · f7 negres peó · g7 negres peó · h5 negres peó · a2 blanques peó · e2 blanques peó · f2 blanques peó · g2 blanques peó · h2 blanques peó · a1 blanques torre · b1 blanques cavall · c1 blanques alfil · d1 blanques dama · e1 blanques rei · f1 blanques alfil · g1 blanques cavall · h1 blanques torre | a8 negres torre · c8 negres alfil · d8 negres dama · e8 negres rei · f8 negres alfil · g8 negres cavall · a7 negres peó · b7 negres peó · d7 negres peó · e7 negres peó · f7 negres peó · g7 negres peó · h5 negres peó · a2 blanques peó · e2 blanques peó · f2 blanques peó · g2 blanques peó · h2 blanques peó · a1 blanques torre · b1 blanques cavall · c1 blanques alfil · d1 blanques dama · e1 blanques rei · f1 blanques alfil · g1 blanques cavall · h1 blanques torre | a8 negres torre · c8 negres alfil · d8 negres dama · e8 negres rei · f8 negres alfil · g8 negres cavall · a7 negres peó · b7 negres peó · d7 negres peó · e7 negres peó · f7 negres peó · g7 negres peó · h5 negres peó · a2 blanques peó · e2 blanques peó · f2 blanques peó · g2 blanques peó · h2 blanques peó · a1 blanques torre · b1 blanques cavall · c1 blanques alfil · d1 blanques dama · e1 blanques rei · f1 blanques alfil · g1 blanques cavall · h1 blanques torre | a8 negres torre · c8 negres alfil · d8 negres dama · e8 negres rei · f8 negres alfil · g8 negres cavall · a7 negres peó · b7 negres peó · d7 negres peó · e7 negres peó · f7 negres peó · g7 negres peó · h5 negres peó · a2 blanques peó · e2 blanques peó · f2 blanques peó · g2 blanques peó · h2 blanques peó · a1 blanques torre · b1 blanques cavall · c1 blanques alfil · d1 blanques dama · e1 blanques rei · f1 blanques alfil · g1 blanques cavall · h1 blanques torre | a8 negres torre · c8 negres alfil · d8 negres dama · e8 negres rei · f8 negres alfil · g8 negres cavall · a7 negres peó · b7 negres peó · d7 negres peó · e7 negres peó · f7 negres peó · g7 negres peó · h5 negres peó · a2 blanques peó · e2 blanques peó · f2 blanques peó · g2 blanques peó · h2 blanques peó · a1 blanques torre · b1 blanques cavall · c1 blanques alfil · d1 blanques dama · e1 blanques rei · f1 blanques alfil · g1 blanques cavall · h1 blanques torre | a8 negres torre · c8 negres alfil · d8 negres dama · e8 negres rei · f8 negres alfil · g8 negres cavall · a7 negres peó · b7 negres peó · d7 negres peó · e7 negres peó · f7 negres peó · g7 negres peó · h5 negres peó · a2 blanques peó · e2 blanques peó · f2 blanques peó · g2 blanques peó · h2 blanques peó · a1 blanques torre · b1 blanques cavall · c1 blanques alfil · d1 blanques dama · e1 blanques rei · f1 blanques alfil · g1 blanques cavall · h1 blanques torre | a8 negres torre · c8 negres alfil · d8 negres dama · e8 negres rei · f8 negres alfil · g8 negres cavall · a7 negres peó · b7 negres peó · d7 negres peó · e7 negres peó · f7 negres peó · g7 negres peó · h5 negres peó · a2 blanques peó · e2 blanques peó · f2 blanques peó · g2 blanques peó · h2 blanques peó · a1 blanques torre · b1 blanques cavall · c1 blanques alfil · d1 blanques dama · e1 blanques rei · f1 blanques alfil · g1 blanques cavall · h1 blanques torre | a8 negres torre · c8 negres alfil · d8 negres dama · e8 negres rei · f8 negres alfil · g8 negres cavall · a7 negres peó · b7 negres peó · d7 negres peó · e7 negres peó · f7 negres peó · g7 negres peó · h5 negres peó · a2 blanques peó · e2 blanques peó · f2 blanques peó · g2 blanques peó · h2 blanques peó · a1 blanques torre · b1 blanques cavall · c1 blanques alfil · d1 blanques dama · e1 blanques rei · f1 blanques alfil · g1 blanques cavall · h1 blanques torre | 2 |
| 1 | a8 negres torre · c8 negres alfil · d8 negres dama · e8 negres rei · f8 negres alfil · g8 negres cavall · a7 negres peó · b7 negres peó · d7 negres peó · e7 negres peó · f7 negres peó · g7 negres peó · h5 negres peó · a2 blanques peó · e2 blanques peó · f2 blanques peó · g2 blanques peó · h2 blanques peó · a1 blanques torre · b1 blanques cavall · c1 blanques alfil · d1 blanques dama · e1 blanques rei · f1 blanques alfil · g1 blanques cavall · h1 blanques torre | a8 negres torre · c8 negres alfil · d8 negres dama · e8 negres rei · f8 negres alfil · g8 negres cavall · a7 negres peó · b7 negres peó · d7 negres peó · e7 negres peó · f7 negres peó · g7 negres peó · h5 negres peó · a2 blanques peó · e2 blanques peó · f2 blanques peó · g2 blanques peó · h2 blanques peó · a1 blanques torre · b1 blanques cavall · c1 blanques alfil · d1 blanques dama · e1 blanques rei · f1 blanques alfil · g1 blanques cavall · h1 blanques torre | a8 negres torre · c8 negres alfil · d8 negres dama · e8 negres rei · f8 negres alfil · g8 negres cavall · a7 negres peó · b7 negres peó · d7 negres peó · e7 negres peó · f7 negres peó · g7 negres peó · h5 negres peó · a2 blanques peó · e2 blanques peó · f2 blanques peó · g2 blanques peó · h2 blanques peó · a1 blanques torre · b1 blanques cavall · c1 blanques alfil · d1 blanques dama · e1 blanques rei · f1 blanques alfil · g1 blanques cavall · h1 blanques torre | a8 negres torre · c8 negres alfil · d8 negres dama · e8 negres rei · f8 negres alfil · g8 negres cavall · a7 negres peó · b7 negres peó · d7 negres peó · e7 negres peó · f7 negres peó · g7 negres peó · h5 negres peó · a2 blanques peó · e2 blanques peó · f2 blanques peó · g2 blanques peó · h2 blanques peó · a1 blanques torre · b1 blanques cavall · c1 blanques alfil · d1 blanques dama · e1 blanques rei · f1 blanques alfil · g1 blanques cavall · h1 blanques torre | a8 negres torre · c8 negres alfil · d8 negres dama · e8 negres rei · f8 negres alfil · g8 negres cavall · a7 negres peó · b7 negres peó · d7 negres peó · e7 negres peó · f7 negres peó · g7 negres peó · h5 negres peó · a2 blanques peó · e2 blanques peó · f2 blanques peó · g2 blanques peó · h2 blanques peó · a1 blanques torre · b1 blanques cavall · c1 blanques alfil · d1 blanques dama · e1 blanques rei · f1 blanques alfil · g1 blanques cavall · h1 blanques torre | a8 negres torre · c8 negres alfil · d8 negres dama · e8 negres rei · f8 negres alfil · g8 negres cavall · a7 negres peó · b7 negres peó · d7 negres peó · e7 negres peó · f7 negres peó · g7 negres peó · h5 negres peó · a2 blanques peó · e2 blanques peó · f2 blanques peó · g2 blanques peó · h2 blanques peó · a1 blanques torre · b1 blanques cavall · c1 blanques alfil · d1 blanques dama · e1 blanques rei · f1 blanques alfil · g1 blanques cavall · h1 blanques torre | a8 negres torre · c8 negres alfil · d8 negres dama · e8 negres rei · f8 negres alfil · g8 negres cavall · a7 negres peó · b7 negres peó · d7 negres peó · e7 negres peó · f7 negres peó · g7 negres peó · h5 negres peó · a2 blanques peó · e2 blanques peó · f2 blanques peó · g2 blanques peó · h2 blanques peó · a1 blanques torre · b1 blanques cavall · c1 blanques alfil · d1 blanques dama · e1 blanques rei · f1 blanques alfil · g1 blanques cavall · h1 blanques torre | a8 negres torre · c8 negres alfil · d8 negres dama · e8 negres rei · f8 negres alfil · g8 negres cavall · a7 negres peó · b7 negres peó · d7 negres peó · e7 negres peó · f7 negres peó · g7 negres peó · h5 negres peó · a2 blanques peó · e2 blanques peó · f2 blanques peó · g2 blanques peó · h2 blanques peó · a1 blanques torre · b1 blanques cavall · c1 blanques alfil · d1 blanques dama · e1 blanques rei · f1 blanques alfil · g1 blanques cavall · h1 blanques torre | 1 |
|   | a | b | c | d | e | f | g | h |   |

A la dreta es dóna un exemple relativament senzill. És una versió d'Andrei Frolkin d'un problema d'Ernest Clement Mortimer, i es va publicar a Shortest Proof Games (1991). És un SPG en 4.0. És natural suposar que la solució implicarà que el cavall blanc abandoni g1, capturi els peons d7 i e7 i el cavall de g8, i després sigui capturat ell mateix, però de fet la solució comporta un element de paradoxa força comú en els SPG: és el cavall que va comença a b8 el que ha estat capturat i el cavall que ara està en aquesta casella ha vingut de g8. La solució (l'única manera possible d'arribar a la posició després de quatre moviments) és 1. Cf3 e5 2.Cxe5 Ce7 3.Cxd7 Cec6 4.Cxb8 Cxb8.
Una partida més complexa, amb més solucions, es pot veure al segon diagrama. Les solucions són: 1. b4 h5 2. b5 Th6 3. b6 Tc6 4. bxc7 Txc2 5. cxb8=D Txd2 6. Dd6 Txd1 7. Dxd1 i 3. ... Td6 4. bxc7 Txd2 5. cxb8=A Txc2 6. Abf4 Txc1 7. Axc1, mostrant el tema Pronkin en ambdues solucions (en la primera solució amb una dama, en la segona solució amb un alfil).

## Variacions
Hi ha algunes variacions en els SPG. El problema pot comportar una estipulació similar a "Trobar una partida amb 8.b7-b8=C escac i mat", que simplement significa que s'ha de construir una partida començant des de la posició inicial i acabant amb el número de moviments donat i amb el moviment donat. O pot ser una partida provada unilateral, en el qual només les blanques fan moviments (aquest és l'anàleg SPG al moviments seguits en altres tipus de problemes d'escacs). També es pot especificar un conjunt de regles alternatiu (com ara escacs Circe o qui perd guanya ), o es pot fer una substitució d'una peça ortodoxa per una peça màgica.
Un problema de tipus SPG és trobar la partida més curta en què els moviments corresponents de les blanques i les negres siguin imatges especulars l'un de l'altre. Les possibles solucions són 1. d4 d5 2. Dd3 Dd6 3. Dh3 Dh6 4. Dxc8#, 1. d4 d5 2. Dd3 Dd6 3. Df5 Df4 4. Dxc8# i 1. c4 c5 2. Da4 Da5 3. Dc6 Dc3 4. Dxc8#.